# سیارک ۲۵۶۷۸
سیارک ۲۵۶۷۸ (به انگلیسی: 25678 Ericfoss، نامگذاری:2000AU105)۲۵۶۷۸مین سیارک کشف شده‌است که در ۰۵ ژانویه ۲۰۰۰ کشف شد.